# مشحوف

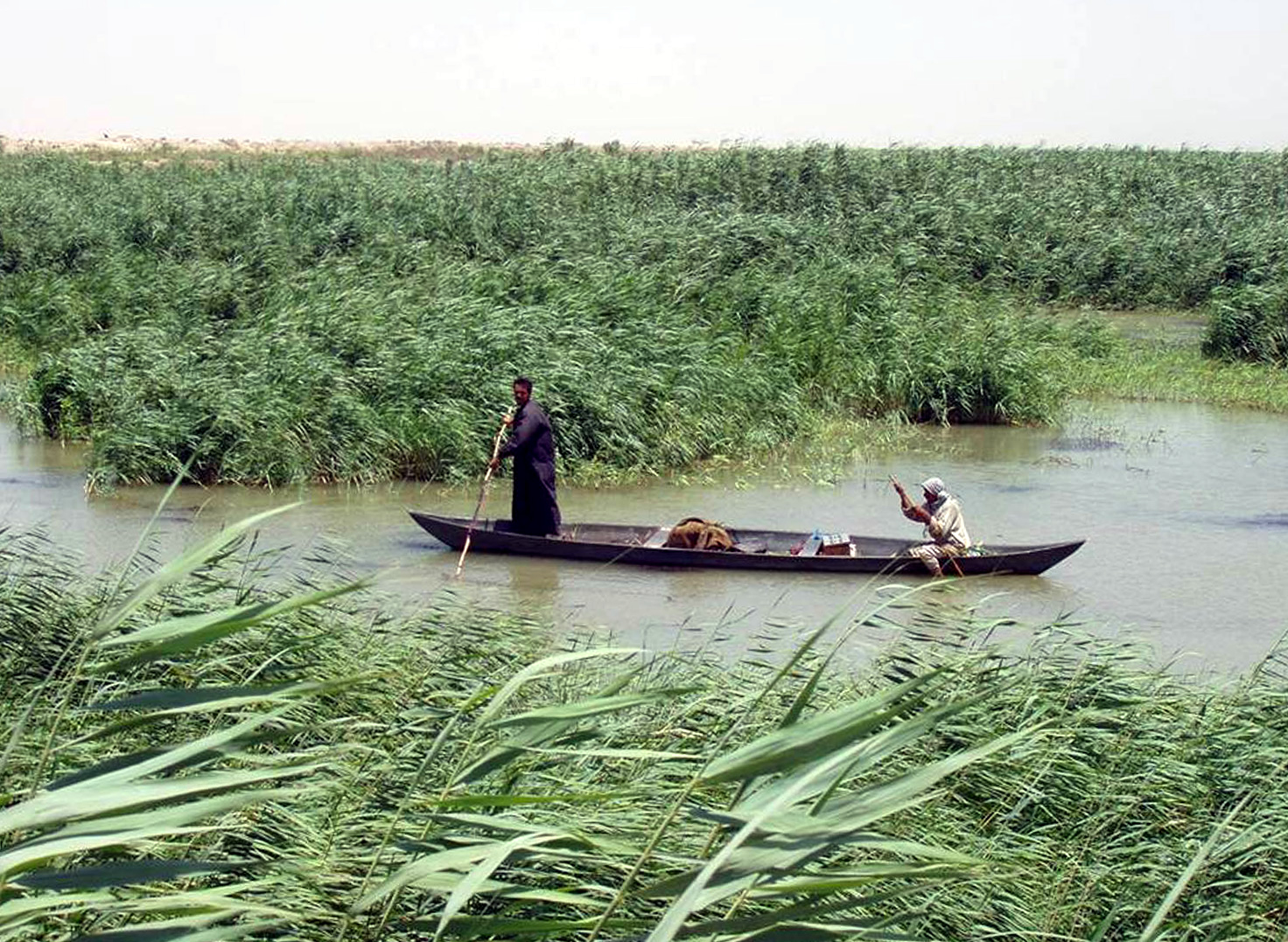
مشحوف بين نبات القصب في أهوار جنوب العراق

المشحوف هو زورق صغير طوله حوالي تسعة أذرعٍ وعرضه ذراعان يستخدم في أهوار وأنهار العراق الجنوبية، وهو وسيلة النقل الرئيسة فيها، ويعتبر من القوارب المستقيمة والطويلة، مؤخرته ومقدمته مرتفعة وله نفس الشكل يصنع في العراق من قبل سكنة الأهوار.

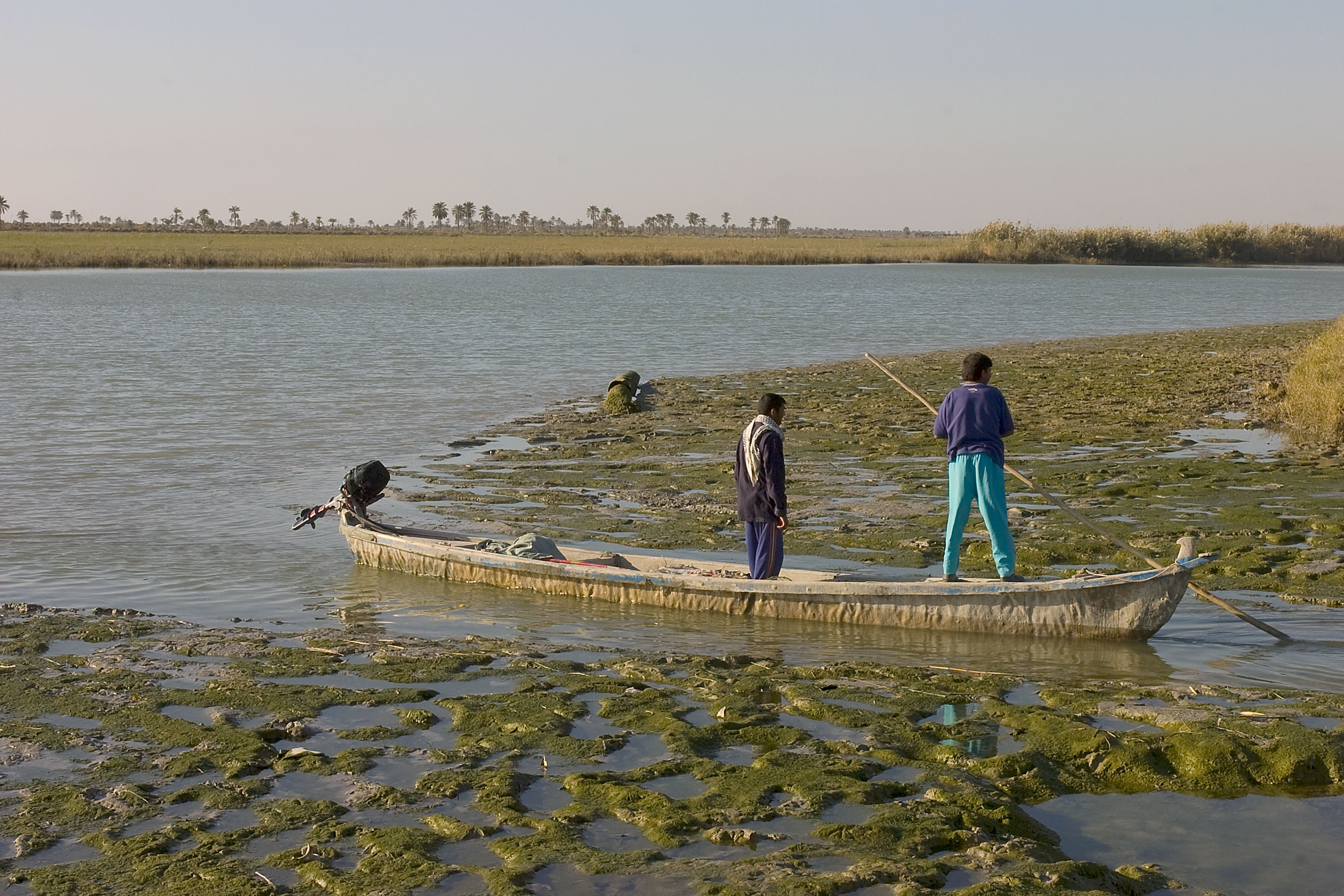
العربية: يسافر الصيادين العراقيين في مشحوفهم على قناة ري في محافظة البصرة في العراق في ديسيمبر 19، 2008.

للمشاحيف أسماء عديدة حسب الوظيفة التي تؤديها، فهناك مشحوف يتسع لشخص واحد يطلق عليه (الطرادة) وهو سريع الحركة لصغر حجمه وهو بمثابة (التاكسي) لسكنة الأهوار، والـ (كعدة) الذي يمتاز بطول مقدمته وانسيابيته وهو من المشاحيف التي يستعملها الذوات والوجهاء, و(الشختورة) وهو من أكبر المشاحيف حجما ومزود بمحرك آلي وسعره غالي.
قيادة المشحوف تكون بوساطة مجذاف خشبي وان انحشر المشحوف بين الحشائش أو بين الزوارق عند الضفاف يساعده المردي على الحركة الأولى (المردي عصى طويلة وقوية من القصب).

## التاريخ
تعود أصول المشحوف إلى بلاد الرافدين القديمة، حوالي 5000 قبل الميلاد. تم العثور على مشحوف في مدينة أور السومرية، وتم اكتشاف تخريمات أسطوانية من الفترات السومرية والبابلية تصور المشاحيف.
يعتبر المشحوف جزءًا لا يتجزأ من ثقافة أهل الأهوار، حيث يعد وسيلة النقل الأساسية لهم. يمتلك جميع أهل الأهوار مشوفًا خاصًا بهم، بما في ذلك الأطفال. يستخدمونه لجمع القصب، وصيد الأسماك، والصيد، ورعاية الجاموس، ونقل الركاب والبضائع. تنتشر في معظم قرى أهل الأهوار ورش إصلاح المشاحيف، المعروفة باسم الجلاف. أهمية المشاحيف في جنوب العراق جعلتها موضوعًا شائعًا في القصائد والأغاني وغيرها من التكريمات.
في يونيو 2017، قام رئيس الوزراء العراقي حيدر العبادي بركوب مشحوف خلال زيارة له إلى الجبايش، مما جعله أول قائد عراقي حديث يقوم بذلك.

### تجفيف الأهوار العراقية
انخفض استخدام المشحوف بشكل حاد في القرن العشرين بسبب تجفيف الأهوار العراقية. كانت الأهوار تغطي مساحة 7700 ميل مربع (20000 كيلومتر مربع) في عام 1950، وتم تقليلها إلى 3500 ميل مربع (9100 كيلومتر مربع) بحلول السبعينيات. بعد حرب الخليج عام 1991، واستخدام الأهوار كقاعدة لانتفاضة فاشلة ضد الحكومة، أطلق صدام حسين حملة تجفيف عنيفة خفضت الأهوار إلى 290 ميل مربع (750 كيلومتر مربع). أدى تجفيف الأهوار والحملة الحكومية المرتبطة بالعنف ضد أهل الأهوار إلى تهجير جميعهم باستثناء 1600 منهم، وتدمير الكثير من ثقافتهم التقليدية، بما في ذلك استخدام المشحوف. بعد الغزو الأمريكي للعراق في عام 2003، بدأت الأهوار في إعادة الغمر ببطء. في البداية، تمت إعادة الغمر من قبل أهل الأهوار الذين قاموا بتدمير السدود بمفردهم. ومع ذلك، تدخل برنامج الأمم المتحدة للبيئة والحكومة العراقية المصلحة واستعادت معظم الأهوار بحلول عام 2008، مما أتاح العودة لاستخدام المشحوف.

## البناء
يمكن صنع المشحوف من مواد مختلفة، بما في ذلك القصب أو البردي الذي ينمو في الأهوار، والخشب من أشجار مثل التوت والأرز والياسمين. غالبًا ما تُستخدم اليوم الألياف الزجاجية بدلاً من الخشب. تُملأ الفراغات بين الألواح الخشبية بالقطن، ثم يُغلّف الكل بالزفت والقطران لمنع التسرب. تقليديًا، يتم الحصول على القار من مدينة هيت في محافظة الأنبار، وهي مدينة على نهر الفرات اشتهرت منذ العصور القديمة بالزفت والبيتومين. تاريخيًا، كان بناء المشحوف يتركز في مدن الجبايش وناحية عز الدين سليم وفي المستوطنات على ضفاف شط العرب، خاصة أبو الخصيب، وكان يمارسه بشكل أساسي المندائيون. يتراوح سعر صنع المشحوف بين 500 إلى 1000 دولار، على الرغم من أن الأنواع الفاخرة قد تصل إلى 4000 دولار.
يعتبر المشحوف المصنوع من القصب والقطران أسهل وأرخص في الصنع مقارنة بالخشبي، لذلك كانت تستخدم بشكل أوسع تقليديًا، خاصة من قبل الأطفال. ومع ذلك، فإن المشحوف الخشبي أكثر متانة (حيث يحتاج المشحوف القصب إلى إصلاح أو حتى استبدال سنويًا) وبالتالي أصبح أكثر شيوعًا في القرنين الماضيين.
يتم توجيه المشحوف ودفعه تقليديًا باستخدام نوع من العصي يسمى مردى، والذي يتراوح طوله بين 3 إلى 4 أمتار ومصنوع من الخشب والقصب القوي. في المياه العميقة، يُستخدم مجداف يعرف بالغرافة. ومع ذلك، فإن العديد من المشاحيف الأكبر والأكثر حداثة مجهزة أيضًا بمحرك خارجي.
يختلف المشحوف بشكل كبير في الحجم، ولدى عرب الأهوار مصطلحات محددة لأحجام المشاحيف المختلفة. الماتور هو مشحوف صغير يتسع لشخص واحد فقط (مماثل للكاياك) ويستخدم في صيد الطيور. يسمى المشحوف الأكبر بركاشة أو دانك، وتُستخدم لنقل كميات أكبر من القصب والبضائع أو لحمل الشيوخ المهمين. أما المشحوف الأكبر حجمًا، المعروف بالجود أو الأني، فيستخدم في التنقل في المسطحات المائية الكبيرة مثل دجلة والفرات وشط العرب. غالبًا ما يحتوي الجود على أشرعة، وعجلة قيادة، ومقدمة ومؤخرة مرتفعة، ويجب أن يكون طاقمها من البحارة المحترفين. يبلغ عرض المشحوف الحديث حوالي 4 أقدام (1.2 متر) وطوله 19 قدمًا (5.8 متر).

## مواضيع ذات صلة
- معدان